# Famine de la pomme de terre en Europe
 (avril 2020).
Si vous disposez d'ouvrages ou d'articles de référence ou si vous connaissez des sites web de qualité traitant du thème abordé ici, merci de compléter l'article en donnant les références utiles à sa vérifiabilité et en les liant à la section « Notes et références ».
La famine de la pomme de terre en Europe a été une grave crise alimentaire causée par le mildiou de la pomme de terre qui a frappé l'Europe du Nord-Ouest au milieu des années 1840. Alors que la crise a engendré une mortalité excessive et des souffrances dans toutes les régions affectées, les plus durement touchées furent en particulier les Highlands écossais et, surtout, l'Irlande. Beaucoup de gens mouraient de faim avec leurs enfants.

## Description
L'effet de la crise sur l'Irlande est incomparable à toutes les autres zones pour les ravages qu'elle a causés, entraînant un million de morts et un autre million de réfugiés, déclenchant un siècle de déclin de la population de l'île. La crise a été particulièrement terrible en Irlande car cette dernière ne pouvait s'industrialiser ou même diversifier sa production (essentiellement des pommes de terre) à cause du pacte colonial qui la liait à l’Angleterre. À l'exclusion de l'Irlande, le bilan de la crise est estimé à environ 100 000 morts. Sur ce total, la Belgique et la Prusse comptent pour l'essentiel, avec 40 000 à 50 000 morts pour la Belgique, la Flandre étant particulièrement affectée, et un nombre un peu plus faible, environ 42 000 morts pour la Prusse. Le reste des décès se sont produits principalement en France, où 10 000 personnes seraient mortes des conditions de famine.
Outre les morts de faim et des suites des maladies liées à la famine, d'autres formes de souffrance ont existé. Alors que l'impact démographique est immédiatement visible dans la mortalité, des baisses à plus long terme de la fertilité et de la natalité peuvent aussi affecter la population de façon spectaculaire. En Irlande, les naissances ont baissé d'un tiers. Les baisses enregistrées ailleurs furent plus faibles mais toujours notables : de 20 à 30 % en Flandre, de 10 à 20 % aux Pays-Bas et environ 12 % en Prusse.
L'émigration pour échapper à la famine toucha principalement l'Irlande et les Highlands écossais. Ailleurs au Royaume-Uni et sur le continent européen, les conditions n'étaient pas si dures au point d'annihiler les bases de la survie jusqu'à imposer la migration massive qu'ont connu l'Irlande et l'Écosse. Plus d'un million de personnes ont émigré des Highlands écossais, assistés par de nombreux propriétaires terriens et le gouvernement, principalement vers l'Amérique du Nord et l'Australie, et ceci est considéré comme une continuation des Highland Clearances avec des accents de nettoyage ethnique. Plus d'un million de personnes ont également quitté l'Irlande pour les mêmes destinations, et plusieurs dizaines de millions de plus au cours des décennies suivant la famine, ce qui alimente encore l'antagonisme nationaliste contre la Grande-Bretagne et est parfois perçu comme un « holocauste irlandais ». La conséquence globale de ces événements fut la création de grandes diasporas écossaise et irlandaise.

## Tableaux
|                    | Pommes de terre | Pommes de terre           | Pommes de terre                        | Pommes de terre                        | Seigle                                 | Blé                                    | Avoine                                 |
|                    | terres arables  | consommation              | récolte 1845                           | récolte 1846                           | récolte 1846                           | récolte 1846                           | récolte 1846                           |
|                    | (%)             | (kg par tête et par jour) | (% variation par rapport à la normale) | (% variation par rapport à la normale) | (% variation par rapport à la normale) | (% variation par rapport à la normale) | (% variation par rapport à la normale) |
| ------------------ | --------------- | ------------------------- | -------------------------------------- | -------------------------------------- | -------------------------------------- | -------------------------------------- | -------------------------------------- |
| Belgique           | 14 %            | 0,5/0,6 kg                | -87 %                                  | -43 %                                  | -50 %                                  | -10 %                                  | n/a                                    |
| Danemark           | 3 %             | 0,2/0,3 kg                | -50 %                                  | -50 %                                  | -20 %                                  | -20 %                                  | n/a                                    |
| Suède              | 5 %             | 0,5/0,6 kg                | -20 à -25 %                            | -20 à -25 %                            | -10 %                                  | -10 %                                  | n/a                                    |
| France             | App. 6 %        | 0,5 kg                    | -20 %                                  | -19 %                                  | -20 %                                  | -25 %                                  | n/a                                    |
| Wurtemberg         | 3 à 8 %         | n/a                       | -55 %                                  | -51 %                                  | -15 %                                  | -24 %                                  | n/a                                    |
| Prusse             | 11 %            | 1,0/1,1 kg                | n/a                                    | -47 %                                  | -43 %                                  | -43 %                                  | n/a                                    |
| Pays-Bas           | 11 %            | 0,7 kg                    | -71 %                                  | -56 %                                  | -47 %                                  | -6 %                                   | n/a                                    |
| Espagne            | 2 %             | faible                    | n/a                                    | n/a                                    | n/a                                    | n/a                                    | n/a                                    |
| Highlands écossais | n/a             | élevée                    | n/a                                    | -80 %                                  | n/a                                    | n/a                                    | n/a                                    |
| Irlande            | 32 %            | 2,1 kg                    | -30 %                                  | -88 %                                  | n/a                                    | n/a                                    | -33 %                                  |

|                   | Variation annuelle de la population | Variation annuelle de la population | Variation annuelle de la population | Variation annuelle de la population | Variation annuelle de la population | Variation annuelle de la population | Variation annuelle de la population |
|                   | 1840-1845                           | 1845-1846                           | 1846-1847                           | 1847-1848                           | 1848-1849                           | 1849-1850                           | 1850-1860                           |
| ----------------- | ----------------------------------- | ----------------------------------- | ----------------------------------- | ----------------------------------- | ----------------------------------- | ----------------------------------- | ----------------------------------- |
| Belgique          | +1,1 %                              | +0,9 %                              | +0,9 %                              | +0,0 %                              | +0,5 %                              | +0,2 %                              | +0,7 %                              |
| Danemark          | +1,1 %                              | +1,0 %                              | +0,8 %                              | +1,0 %                              | +1,0 %                              | +1,0 %                              | +1,2 %                              |
| Suède             | +1,1 %                              | +0,8 %                              | +0,6 %                              | +1,0 %                              | +1,3 %                              | +1,2 %                              | +1,0 %                              |
| France            | +0,5 %                              | +0,7 %                              | +0,4 %                              | +0,1 %                              | +0,3 %                              | +0,0 %                              | +0,5 %                              |
| Allemagne (total) | +1,0 %                              | +1,0 %                              | +0,5 %                              | +0,2 %                              | +0,1 %                              | +0,9 %                              | +0,7 %                              |
| Prusse            | +1,3 %                              | +1,4 %                              | +0,8 %                              | +0,5 %                              | +0,4 %                              | +0,9 %                              | +1,0 %                              |
| Pays-Bas          | +1,1 %                              | +1,1 %                              | +0,3 %                              | -0,2 %                              | +0,1 %                              | +0,3 %                              | +0,7 %                              |
| Grande-Bretagne   | +1,2 %                              | +1,2 %                              | +0,7 %                              | +0,7 %                              | +0,7 %                              | +0,7 %                              | +1,3 %                              |
| Irlande           | +0,4 %                              | -0,2 %                              | -4 %                                | -4 %                                | -4 %                                | -4 %                                | -1,7 %                              |